# Lettre d'Amarna EA 235
La lettre d'Amarna EA 235 fait partie d'une archive de tablettes d'argile contenant la correspondance diplomatique entre l'Égypte et d'autres souverains du Proche-Orient pendant le règne du pharaon Akhenaton, de son prédécesseur Amenhotep III et de ses successeurs. Ces tablettes ont été découvertes à Amarna et sont donc connues sous le nom de lettres d'Amarna. Toutes les tablettes sont inscrites en écriture cunéiforme,.
La lettre EA 235, intitulée « Une commande de verre », a été écrite par Satatna au pharaon égyptien.

## Traduction
« Dis au roi, mon seigneur, mon Soleil, mon dieu, le Soleil du ciel : Message de Satatna, ton serviteur, la terre à tes pieds. (Je me pr)oste aux pieds du roi, mon seigneur, mon Soleil, mon dieu, 7 fois et 7 fois. ((aux pieds du roi, mon seigneur))-(accentuation- ?). [J'ai obéi aux ordres que m'a donnés le commissaire du roi, pour garder les villes pour le roi, mon seigneur. J'ai gardé très soigneusement. De plus, le roi, mon seigneur, m'a écrit pour demander du verre, et j'envoie par la présente 50 (unités), leur poids (c'est-à-dire que j'envoie par la présente : 50), au roi, mon seigneur. »

— EA 235, lignes 1-21